# Reinhard Selten
Reinhard Selten (Breslávia, 5 de outubro de 1930 – Poznań, 23 de agosto de 2016) foi um economista alemão. Foi laureado com o Prémio de Ciências Económicas em Memória de Alfred Nobel de 1994.

## Vida e obra
Selten nasceu em Breslávia, na Baixa Silésia, hoje atual Polônia, filho de um pai judeu, Adolf Selten e uma mãe protestante, Käthe Luther. Por seu trabalho na teoria dos jogos, Selten em 1994 ganhou o Prémio de Ciências Económicas em Memória de Alfred Nobel (compartilhado com John Harsanyi e John Forbes Nash). Ele também é conhecido por seu trabalho na racionalidade limitada, e pode ser considerado como um dos pais fundadores da economia experimental. Ele desenvolveu um exemplo de um jogo chamado Cavalo de Selten por causa de sua representação na forma extensiva. Ele é conhecido por sua publicação em revistas não-indexadas para evitar ser forçado a fazer alterações indesejadas no seu trabalho.
Selten foi professor emérito da Universidade de Bonn, na Alemanha, e tem vários doutoramentos em honoris causa. Ele tem sido um esperantista desde 1959, e conheceu sua esposa através do movimento esperantista. Foi membro e co-fundador da Academia Internacional de Ciências de San Marino.
Para as eleições parlamentares europeias de 2009, ele era o principal candidato para a ala alemã da Europa - Democracia - Esperanto.

## Trabalho
Por seu trabalho em teoria dos jogos, Selten ganhou o Prêmio Nobel Memorial em Ciências Econômicas de 1994 (compartilhado com John Harsanyi e John Forbes Nash). Selten foi o primeiro e, na época de sua morte, o único ganhador do Nobel de economia na Alemanha.
Ele também é conhecido por seu trabalho em racionalidade limitada e pode ser considerado um dos pais fundadores da economia experimental. Com Gerd Gigerenzer, ele editou o livro Bounded Rationality: The Adaptive Toolbox (2001). Ele desenvolveu um exemplo de um jogo chamado Cavalo de Selten por causa de sua representação de forma extensa. Seu último trabalho foi "Teoria do equilíbrio de impulso e sua extensão por um critério adicional".
Ele é conhecido por publicar em periódicos sem arbitragem para evitar ser forçado a fazer alterações indesejadas em seu trabalho.